# Macro-organisme
Un macro-organisme, écrit aussi macroorganisme, est un organisme vivant, visible à l'œil nu, qui peut être observé sans l'aide d'un microscope, ce qui le distingue du micro-organisme.
Un macro-organisme est aussi appelé macrobe, néologisme utilisé par les biologistes pour combler le vide conceptuel existant pour désigner les macro-organismes, là où le terme microbe est utilisé pour désigner les micro-organismes.

## Lutte contre les ravageurs
Dans le cadre de la lutte biologique des cultures, les macro-organismes correspondent aux arthropodes pouvant être utilisés pour lutter contre les nuisibles du sol (exemple : micro-organismes comme les bactéries et les champignons, nématodes, larves de moucherons du terreau, etc.) et ceux des plantes (exemple : pucerons, cochenille, araignées rouges, etc.). Les macro-organismes sont donc une solution alternative aux pesticides.
La vente et l'utilisation de macro-organismes dépendent, au niveau européen, de la règlementation sur les pesticides.
Un macro-organisme est défini comme « tout organisme autre qu’un micro-organisme tel que défini à l’article 3 du règlement (CE) no 1107/2009 du Parlement européen et du Conseil du 21 octobre 2009 concernant la mise sur le marché des produits phytopharmaceutiques et abrogeant les directives 79/117/CEE et 91/414/CEE du Conseil ».
Un micro-organisme est défini, au sens du règlement (CE) no 1107/2009 du Parlement européen, comme « toute entité microbiologique, y compris les champignons inférieurs et les virus, cellulaire ou non, capable de se répliquer ou de transférer du matériel génétique ».

## Exemples de relation macro-organismes - nuisible
- Les collemboles s'attaquent aux bactéries, champignons et algues qui peuvent pousser dans le sol.
- Les acariens prédateurs du sol peuvent s'attaquer aux nématodes, vers blancs et moucherons du terreau.
- Les acariens prédateurs du feuillage peuvent s'attaquer aux araignées rouges, aleurodes et thrips.
- Les coccinelles et les chrysopes peuvent s'attaquer aux pucerons.